# Apoglaesoconis ackermani
Apoglaesoconis ackermani là một loài côn trùng trong họ Coniopterygidae thuộc bộ Neuroptera. Loài này được Grimaldi miêu tả năm 2000.